# José Miguel Domínguez
José Miguel Domínguez Alemán (Cidade do México, 20 de janeiro de 1756 — Cidade do México, 22 de abril de 1830) foi um funcionário colonial espanhol na Nova Espanha que participou no movimento independentista do México e que fez parte do comité governativo de transição no período que se seguiu à abdicação do imperador Agustín de Iturbide até à tomada de posse de Guadalupe Victoria como primeiro presidente da república no México independente. A sua esposa, Josefa Ortíz de Domínguez, conhecida como La Corregidora, foi uma heroína da independência mexicana.

## Antecedentes
Domínguez era um criollo (um espanhol nascido na América), apesar dos seus pais serem originários da Espanha. Estudou direito no Colégio de San Ildefonso, onde se graduou, após o que iniciou a sua carreira de advogado. Em 1791 conheceu Josefa Ortíz no Colégio das Vizcaínas, com quem casou nesse mesmo ano. Ela era 12 anos mais jovem que ele.
Domínguez ocupou vários cargos no Departamento do Tesouro bem como em outros gabinetes do governo vice-reinal. O vice-rei Félix Berenguer de Marquina nomeou-o corregedor da cidade de Querétaro. Opôs-se ao vice-rei José de Iturrigaray quem se apropriara de propriedades religiosas em 1805. Em 1808, propôs ao governo da cidade de Querétaro que se unira ao governo da Cidade do México para o estabelecimento de uma junta pela colónia que governaria a Nova Espanha em nome do deposto rei Fernando VII. Iturrigaray apoiou esta iniciativa pelo menos de forma tácita.

## A conspiração independentista
Em Querétaro tanto Domínguez como sua esposa estiveram envolvidos na conspiração pela independência organizada após a ocupação da Espanha pelos franceses. As reuniões dos conspiradores eram levadas a cabo sob o disfarce de uma sociedade literária em casa do padre José María Sanchez, contando com a protecção do próprio corregedor. Para além dos Domínguez e de Sanchez, incluíam-se entre os conspiradores os licenciados Parra, Laso e Altamirano e ainda os oficiais militares Joaquín Arias, Francisco Lanzagorta Inchaurreri, Ignacio Allende e Juan Aldama. Os dois últimos encontravam-se colocados em San Miguel el Grande, Guanajuato e tal como Domínguez mantinham contactos com o padre Miguel Hidalgo em Dolores, Guanajuato. Faziam ainda parte da conspiração em Querétaro os irmãos Emeterio González e Epigmenio González, armeiros que forneciam armas aos rebeldes.
Além desta, existiam outras conspiradorações organizadas em San Miguel, Celaya, Guanajuato, San Felipe, San Luis Potosí e na Cidade do México. O padre Hidalgo foi escolhido como líder supremo da conspiração. O início da insurreição foi inicialmente marcado para o dia 1 de Dezembro mas mais tarde antecipado para 2 de Outubro.
No entanto, as denúncias de Arias em Querétaro e de Juan Garrido em Guanajuato, em 13 de Setembro obrigam os conspiradores a precipitar o início da revolta. Foi ordenado ao corregedor que detivera os conspiradores. Assaltou a casa de Epigmenio González. Sendo encontradas armas ordenou a detenção de González. Ciente do envolvimento de sua mulher, mandou trancá-la num quarto do piso superior da casa enquanto chamava a milícia. Josefa Ortíz conseguiu alertar um dos conspiradores, Ignacio Pérez, quem no dia 15 de Setembro de 1810 cavalgou para San Miguel e daí para Dolores de forma a avisar os seus colegas de conspiração. No início da manhã do dia seguinte, 16 de Setembro de 1810, Hidalgo dava o Grito de Dolores, assinalando o início da Guerra da Independência do México.
O corregedor e sua esposa foram detidos no Convento de La Cruz em Querétaro. Três anos mais tarde Josefa foi enviada para a Cidade do México, onde foi mantida durante alguns anos no Convento de Santa Clara. Já saído da prisão, mas destituído do seu cargo, Domínguez mudou-se para a Cidade do México para poder estar perto de Josefa, sendo-lhe permitido que a visitara ocasionalmente. Reconhecendo os seus anteriores serviços, o vice-rei Juan Ruiz de Apodaca haveria de conceder-lhe uma pequena pensão.

## Cargo no executivo da República
Em 1823 serviu como suplente no triunvirato que exerceu o poder executivo no México após a queda do imperador Iturbide e antes da escolha de Guadalupe Victoria para presidente da república sob a Constituição de 1824. Mais tarde seria nomeado presidente do Supremo Tribunal, iniciando funções em 23 de Dezembro de 1824.
Faleceu em 1830 na Cidade do México, um ano após a morte da sua esposa.